# Хансдоттер, Фрида
Фрида Хансдоттер (швед. Frida Hansdotter, род. 13 декабря 1985 года, Вестерос) — шведская горнолыжница, олимпийская чемпионка 2018 года в слаломе, пятикратный призёр чемпионатов мира (трижды в слаломе и дважды в командном первенстве), многократная победительница этапов Кубка мира. Специалистка слаломных дисциплин.
6 марта 2019 года заявила об окончании карьеры после сезона 2018/19. Член комиссии спортсменов МОК с 2022 года.

## Спортивная биография
В Кубке мира дебютировала в 2004 году, в марте 2009 года первый раз попала в тройку лучших на этапе Кубка мира, в слаломе. Лучшим достижением Хансдоттер в общем зачёте Кубка мира является 5-е место в сезоне 2015/16.
До своей первой победы на этапе Кубка мира 2 февраля 2014 года в словенской Краньска-Горе 8 раз занимала вторые места на этапах Кубка мира в слаломе. Свой успех смогла повторить на этапе в австрийском Флахау 13 января 2015 года, снова выиграв этап Кубка мира в слаломе.
На Олимпийских играх 2010 года в Ванкувере стала 15-й в слаломе.
На Олимпийских играх 2014 года в Сочи стала пятой в слаломе и 13-й в гигантском слаломе.
16 февраля 2018 года Фрида стала олимпийской чемпионкой в слаломе на Играх в Пхёнчхане. После первой попытки Хансдоттер шла на втором месте, уступая 0,20 сек швейцарке Венди Хольденер. Во втором заезде шведка вновь показала второй результат, но при этом была быстрее Хольденер, показавшей пятое время, на 0,25 сек, и в итоге Хансдоттер выиграла у швейцарки 0,05 сек. Хансдоттер стала третьей в истории шведкой, выигравшей олимпийское золото в горнолыжном спорте, ранее это удавалось Пернилле Виберг и Ане Персон.
За свою карьеру участвовала в семи чемпионатах мира. В 2013 году выиграла серебро в составе сборной Швеции в командном первенстве, а также стала третьей в слаломе, уступив Микаэле Шиффрин и Михаэле Кирхгассер. В 2015 году в Бивер-Крике выиграла серебро в слаломе, уступив Шиффрин. В 2017 году на чемпионате мира в Санкт-Морице завоевала две бронзовые медали — в слаломе и командном первенстве.
Использовала лыжи и ботинки производства фирмы Rossignol.

## Личная жизнь
28 декабря 2020 года у Хансдоттер и её партнера Ричарда Янссона родился сын Колин.

## Результаты на крупнейших соревнованиях

### Зимние Олимпийские игры
| Олимпийские игры | Скоростной спуск | Супергигант | Гигантский слалом | Слалом | Комбинация | Команды |
| ---------------- | ---------------- | ----------- | ----------------- | ------ | ---------- | ------- |
| 2010 Ванкувер    | —                | —           | —                 | 15     | —          | н/д     |
| 2014 Сочи        | —                | —           | 13                | 5      | —          | н/д     |
| 2018 Пхёнчхан    | —                | —           | 6                 | 1      | —          | 5       |

### Чемпионаты мира
| Чемпионат мира       | Скоростной спуск | Супергигант | Гигантский слалом | Слалом | Комбинация | Команды |
| -------------------- | ---------------- | ----------- | ----------------- | ------ | ---------- | ------- |
| 2007 Оре             | —                | 30          | —                 | —      | —          | —       |
| 2009 Валь-д’Изер     | —                | DNF         | DNF               | 15     | DNF        | —       |
| 2011 Гармиш          | —                | —           | —                 | 8      | —          | —       |
| 2013 Шладминг        | —                | —           | 5                 | 3      | —          | 2       |
| 2015 Вейл/Бивер-Крик | —                | —           | 12                | 2      | —          | —       |
| 2017 Шладминг        | —                | —           | 16                | 3      | —          | 3       |
| 2019 Оре             | —                | —           | 11                | 5      | —          | 5       |

### Кубок мира

#### Завоёванные Кубки мира
- Слалом: 2015/16

#### Победы на этапах Кубка мира (4)
| № | Сезон   | Дата        | Место         | Дисциплина |
| - | ------- | ----------- | ------------- | ---------- |
| 1 | 2013/14 | 2 фев 2014  | Краньска-Гора | Слалом     |
| 2 | 2014/15 | 13 янв 2015 | Флахау        | Слалом (2) |
| 3 | 2015/16 | 29 дек 2015 | Лиенц         | Слалом (3) |
| 4 | 2016/17 | 10 янв 2017 | Флахау        | Слалом (4) |

## Награды
- Королевская медаль Его Величества за заслуги перед шведским спортом (2019)[6]